# 斑鰭蓑鮋
斑鰭蓑鮋，為輻鰭魚綱鮋形目鮋亞目鮋科的其中一種，為熱帶海水魚，分布於印度洋區，從紅海至南非再到印尼蘇門答臘島海域，另外也發現於地中海東部，棲息深度可達60公尺，本魚體色淡紅色至黃褐色，頭部及身體有許多細深色的橫帶，背鰭硬棘13枚，背鰭軟條9-11枚，臀鰭硬棘3枚，臀鰭軟條6-7枚，體長可達35公分，棲息在沿岸泥底質底層水域，生活習性不明，鰭棘有劇毒，可作為觀賞魚。

## 扩展阅读
維基物種上的相關：斑鰭簑鮋